# Quận Jasper, Indiana
Quận Jasper là một quận thuộc tiểu bang Indiana, Hoa Kỳ.
Quận này được đặt tên theo William Jasper. Theo điều tra dân số của Cục điều tra dân số Hoa Kỳ năm 2010, quận có dân số 33.478 người. Quận lỵ đóng ở Rensselaer.

## Địa lý
Theo Cục điều tra dân số Hoa Kỳ, quận có diện tích 1.454 km2, trong đó có 4,6 km2 là diện tích mặt nước.